# Rory McIlroy
Rory McIlroy (Holywood, Irlanda del Norte, 4 de mayo de 1989) es un golfista profesional norirlandés. Es número 1 de la clasificación mundial durante 95 semanas y ha estado entre los diez primeros durante más de 300 semanas.
Este golfista ha obtenido muchas victorias en torneos mayores: el Abierto de Estados Unidos de 2011, el Abierto Británico de 2014, el Campeonato de la PGA de 2012 y 2014 y el Masters de Augusta de 2025. También resultó tercero en el Abierto Británico de 2010 y 2022 y en el Campeonato de la PGA de 2009 y 2010.
En tanto, McIlroy ganó el WGC-Bridgestone Invitational de 2014, el WGC Match Play de 2015, el Campeonato Mundial de Dubái de 2015, el Tour Championship de 2016, 2019 y 2022 y la Fed Ex Cup del 2016, 2019 y 2022. Fue segundo en el WGC Match Play de 2012, tercero en el WGC-Campeonato Cadillac de 2012 y cuarto en el WGC-HSBC Champions de 2009 y 2011.
El norirlandés cuenta con 20 victorias en el PGA Tour y 7 adicionales en el European Tour. Ha finalizado primero en el circuito europeo en 2012, 2014 y 2015, y segundo en 2009 y 2011, así como primero en el estadounidense en 2014 y 2016, y tercero en 2012. Por otra parte, el jugador ha formado parte de la selección europea en la Copa Ryder desde 2010, logrando ocho puntos en doce partidos.
McIlroy es embajador de Unicef de Irlanda desde junio de 2011. En diciembre de 2011 fue nombrado miembro de la Orden del Imperio Británico. Asimismo, recibió el premio de la cadena de radiodifusión Raidió Teilifís Éireann al Deportista del Año 2011 y el Premio Laureus a la Revelación del Año 2012.

## Carrera deportiva

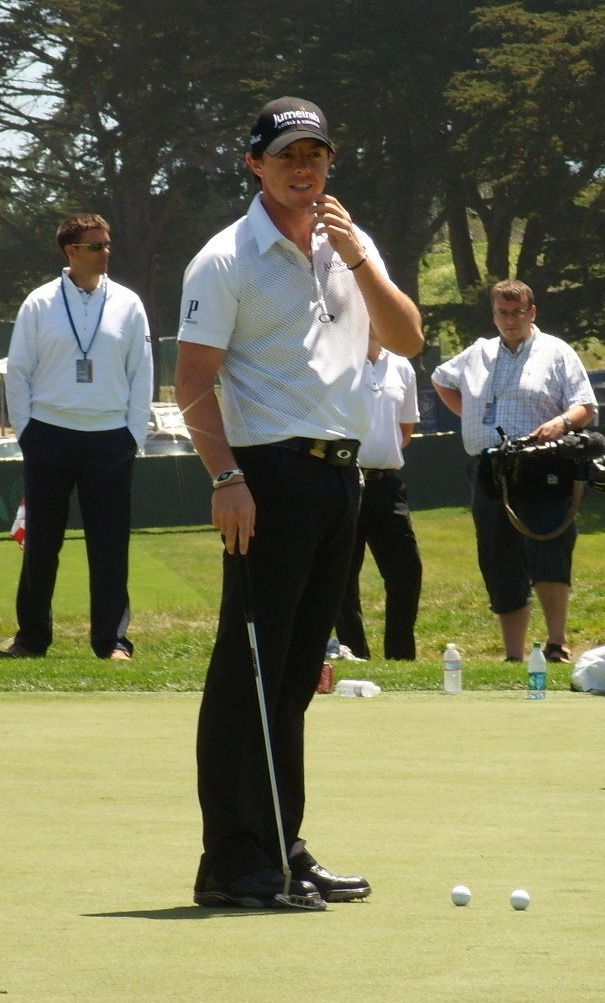
Rory McIlroy en el Abierto de Estados Unidos de 2012

En 2006 ganó el European Amateur. McIlroy se convirtió en profesional en septiembre de 2007 antes de disputar el British Masters. Ese año finalizó 95.º en la tabla de ganancias del European Tour. En enero de 2008 entró entre los 200 primeros de la lista mundial de jugadores. Empató tras los 72 hoyos de Masters Europeo de 2008, pero terminó perdiendo el playoff. Terminó el año con seis top 10 en el European Tour y quedó 39.º en la lista mundial.
En enero de 2009, McIlroy logró su primer triunfo profesional en el Dubai Desert Classic, alcanzando así el 16º puesto en la lista mundial. En el WGC Match Play, derrotó a Louis Oosthuizen, Hunter Mahan y Tim Clark, terminando derrotado en cuartos de final por Geoff Ogilvy, quien ganó finalmente el torneo. En su primera participación en el Masters de Augusta, pasó el corte y finalizó 20º empatado.
De vuelta en Europa, McIlroy logró un 5° puesto en el Campeonato Británico de la PGA. Luego terminó 10° empatado en el Abierto de Estados Unidos y 3° empatado en el Campeonato de la PGA. El norirlandés terminó 2° en el European Tour por detrás de Lee Westwood con 14 top 10, y 9° en la lista mundial.
Tras quedar 3° en el Campeonato de Abu Dabi de 2010 y tomarse unas semanas de descanso por problemas de espalda, McIlroy ganó el campeonato de Quail Hollow, su primer triunfo en el PGA Tour. En la primera ronda del Abierto Británico, marcó una tarjeta de 63 golpes, logrando así la mejor primera ronda de la historia del torneo y empatando el récord del Old Course de St. Andrews. Finalizó 3° empatado, logrando escalar al 7° puesto de la lista mundial. En el Campeonato de la PGA, una mala ronda final lo dejó en 3° empatado.
En octubre disputó por primera vez la Copa Ryder, que la selección europea ganó por un punto frente a la estadounidense. El golfista finalizó 26º en la lista de ganancias del PGA Tour y 13º en el European Tour.
McIlroy retornó al European Tour en 2011. Lideró la primera ronda del Masters de Augusta con una ronda de 65 golpes sin bogeys, logró una segunda ronda de tres bajo el par, y la tercera de 2 bajo el par lo dejó cuatro golpes por delante de los escoltas. Sin embargo, con una desastrosa ronda final de 80 golpes, McIlroy terminó empatado en el 15º lugar. En junio, logró la victoria en el Abierto de Estados Unidos por ocho golpes de ventaja, logrando un récord tal como una tarjeta final de 268 golpes (16 bajo par), y quedó en la 4ª posición en la lista mundial.
Descansó durante un mes hasta el Abierto Británico, donde jugó lejos de los líderes al igual que en el Campeonato de la PGA. Luego ganó el Masters de Shanghái, quedó 4° empatado en el WGC-HSBC Champions, para alcanzar el segundo lugar en la lista mundial, y venció en el Abierto de Hong Kong. El norirlandés terminó segundo en la tabla final del European Tour con 12 top 10.
McIlroy inició la temporada 2012 del European Tour con un segundo lugar en Abu Dabi y un quinto empatado en Dubái. En el WGC Match Play, venció en semifinales a Lee Westwood y perdió la final frente a Hunter Mahan. En la temporada regular del PGA Tour, resultó ganador en el Honda Classic, tercero en el WGC Cadillac Championship y segundo en el campeonato de Quail Hollow, pero alternó dichos resultados con otras actuaciones pobres, de modo que peleó con otros golfistas por el primer puesto en la lista mundial.
En agosto de 2012 venció en el Campeonato de la PGA por un récord de ocho golpes de ventaja, tras lo cual el norirlandés se afianzó como el golfista número 1 del mundo. Finalizó tercero en la temporada regular del PGA Tour, tras lo cual jugó mal en el Barclays, ganó el Campeonato Deutsche Bank y el Campeonato BMW, y llegó décimo empatado en el Tour Championship, de manera que terminó segundo en la Copa FedEx por detrás de Brandt Snedeker y primero en la lista de ganancias. A continuación disputó cuatro torneos del European Tour, resultando segundo en el Masters de Shanghái, tercero en el Abierto de Singapur y primero en el Campeonato Mundial de Dubái, por lo que finalizó primero en la tabla de posiciones de la gira.
El norirlandés disputó principalmente el PGA Tour en la temporada 2013. Obtuvo un segundo puesto en el Abierto de Texas y apenas siete top 25, así que finalizó 41° en la lista de ganancias. Además jugó otros cinco torneos del European Tour, finalizando quinto en el Campeonato Mundial de Dubái.
Mclroy inició la temporada 2014 del PGA Tour con un sexto lugar en el WGC-HSBC Champions y un segundo puesto en el Honda Classic. Luego fue octavo en el Masters de Augusta, sexto en el Players Championship, y logró victorias en el Abierto Británico, el WGC-Bridgestone Invitational y el Campeonato de la PGA, para recuperar el número 1 en la clasificación mundial. En los playoffs fue quinto en el Campeonato Deutsche Bank, octavo en el Campeonato BMW y segundo en el Tour Championship. Así, finalizó primero en la lista de ganancias del circuito estadounidense, aunque quedó tercero en la Copa FedEx. Por otra parte, fue primero en el Campeonato Británico de la PGA y segundo en el Campeonato de Abu Dabi y el Campeonato Mundial de Dubái, por lo que obtuvo el primer puesto en la Carrera a Dubái del European Tour.
En la temporada 2015, el norirlandés ganó el Dubai Desert Classic, Quail Hollow, el WGC Match Play y el Campeonato Mundial de Dubái, fue segundo en el Campeonato de Abu Dabi, cuarto en el Masters de Augusta,  y el Campeonato BMW, sexto en el Abierto de Turquía, octavo en el Players Championship y noveno en el Abierto de Estados Unidos. De este modo, resultó primero en la clasificación final del European Tour y 15º en la Copa FedEx.
En la temporada 2016 del PGA Tour, McIlroy triunfó en el Campeonato Deutsche Bank y el Tour Championship, fue tercero en el WGC-Campeonato Cadillac, cuarto en el WGC Match Play, Quail Hollow y el Memorial Tournament, quinto en el Abierto Británico y décimo en el Masters de Augusta. Así, obtuvo el primer puesto en la Copa FedEx. En el European Tour, ganó el Abierto de Irlanda, fue tercero en el Campeonato de Abu Dabi y el Abierto de Francia, y sexto en el Dubai Desert Classic.
En la temporada 2017 del PGA Tour, Mcilroy consiguió el cuarto lugar en el WGC-HSBC Champions, Arnold Palmer Invitational y el Abierto Británico. También pudo salir en el quinto lugar en el WGC-Bridgestone Invitational y séptimo lugar en el WGC-México Championship terminando la temporada 2017 del PGA Tour en el puesto 58 del Ranking FedEx. En el European Tour, obtuvo el segundo lugar en el British Masters y en el BMW SA Open. También pudo obtener un cuarto puesto en el Abierto Británico y dos séptimos puestos, en el Torneo de Maestros y en el WGC-México Championship. Terminando en el puesto 13 en el Ranking de la Carrera a Dubái.
En la temporada 2018 del PGA Tour, Mcilroy triunfó en el Arnold Palmer Invitational con un total de 270 golpes (-18). Por otro lado, Rory consiguió 7 Top 10’s en los cuales,en el Abierto Británico consiguió el segundo puesto, y en el Torneo de Maestros y en el BMW Championship salió en el quinto lugar. Mcilroy culminó la temporada en el puesto 13 del Ranking FedEx. En el European Tour, Mcilroy consiguió tres segundos puestos, BMW PGA Championship, en el Abierto Británico y en el Omega Dubai Dessert Classic. También supo estar en el tercer puesto en el Abu Dhabi HSBC Championship terminando la temporada en el puesto 7 del Ranking de la Carrera a Dubái.
Mcilroy comenzó el año 2019 con 6 top 10’s consecutivos incluyendo una victoria en el Players Championship, un segundo puesto en el WGC-México Championship, dos cuartos puestos en el Sentry Tournament of Champions y en el Genesis Open, un quinto puesto en el Farmers Insurance Open, y finalmente, un sexto puesto en el Arnold Palmer Invitational. Terminó la temporada ganando el Tour Championship y la Fed Ex Cup donde el premio mayor era de 15.000.000 de dólares.

## Resultados en los grandes
| Torneo               | 2007  | 2008 | 2009 |
| -------------------- | ----- | ---- | ---- |
| Masters de Augusta   | -     | -    | T20  |
| Campeonato de la PGA | -     | -    | T3   |
| U. S. Open           | -     | -    | T10  |
| Abierto Británico    | T42LA | -    | T47  |

| Torneo               | 2010 | 2011 | 2012 | 2013 | 2014 | 2015 | 2016 | 2017 | 2018 | 2019 |
| -------------------- | ---- | ---- | ---- | ---- | ---- | ---- | ---- | ---- | ---- | ---- |
| Masters de Augusta   | CUT  | T15  | T40  | T25  | T8   | 4    | T10  | T7   | T5   | T21  |
| Campeonato de la PGA | T3   | T64  | 1    | T8   | 1    | 17   | CUT  | T22  | T50  | T8   |
| U. S. Open           | CUT  | 1    | CUT  | T41  | T23  | T9   | CUT  | CUT  | CUT  | T9   |
| Abierto Británico    | T3   | T25  | T60  | CUT  | 1    | -    | T5   | T4   | T2   | CUT  |

| Torneo               | 2020 | 2021 | 2022 | 2023 | 2024 | 2025 |
| -------------------- | ---- | ---- | ---- | ---- | ---- | ---- |
| Masters de Augusta   | T5   | CUT  | T2   | CUT  | T22  | 1    |
| Campeonato de la PGA | T33  | T49  | 8    | T7   | T12  |      |
| U. S. Open           | T8   | T7   | T5   | 2    | 2    |      |
| Abierto Británico    | ND   | 3    | 3    | T6   | CUT  |      |

(LA) = Mejor Amateur
CUT = No pasó el corte
"T" = Empatado con otros
Ret. = Retirado
ND = No Disputado
Fondo verde indica victoria. Fondo amarillo, puesto entre los diez primeros (top ten).

## Vida personal
En agosto de 2011 publicó que estaba saliendo con la tenista profesional Caroline Wozniacki. En diciembre de 2013 le propuso matrimonio y planificaron su boda, pero en mayo de 2014 dio por finalizada su relación con ella.
McIlroy comenzó a salir con Erica Stoll en 2015. En diciembre de ese mismo año, se comprometieron mientras estaban de vacaciones en París. Se casaron en abril de 2017 en el Castillo de Ashford en Cong, Irlanda. Su hija, Poppy Kennedy McIlroy, nació el 31 de agosto de 2020.